# Bundesstraße 321
Pour les articles homonymes, voir Route 321.
La Bundesstraße 321 est une Bundesstraße des Länder de Brandebourg et de Mecklembourg-Poméranie-Occidentale.

## Géographie
La B 321 se trouve principalement dans le Mecklembourg-Poméranie-Occidentale et avec un tronçon de 270 mètres de long dans le Brandebourg. Elle commence à Pritzier au croisement avec la B 5, mène en direction nord-est jusqu'à Schwerin. À Schwerin, elle tourne vers le sud-est et se termine peu de temps après la frontière avec le Brandebourg au croisement avec l'A 24 à la jonction de Suckow.

## Histoire
La route entre Schwerin et Parchim reçoit une chaussée entre 1858 et 1859. De 1868 à 1871, cette rue est étendue à la commune brandebourgeoise de Putlitz.
La Reichsstraße 321 est fondée vers 1938 et ne va à l'origine que de Pritzier à Schwerin. Dans les années 1960, la route, maintenant connue sous le nom de Fernverkehrsstraße 321, mène de Schwerin à Pritzwalk, la section sud-ouest de Schwerin est déclassée. Ce n'est que depuis la réunification que l'actuelle route fédérale 321 englobe les deux tronçons du tracé.
Le tronçon entre la jonction de Suckow sur l'A 24 par Putlitz à Pritzwalk est reclassé en Landstraße 111 en 2005.

## Source
- (de) Cet article est partiellement ou en totalité issu de l’article de Wikipédia en allemand intitulé « Bundesstraße 321 » (voir la liste des auteurs).